# Оптимальність
Оптимальність (від лат. optimus — найкращий) — властивість, за якої забезпечується найбільша відповідність певному завданню, умовам тощо.

## Дотичний термін
ОПТИМАЛЬНИЙ (від лат. optimus — найкращий; рос. оптимальный, англ. optimum, optimal; нім. optimal) — найкращий з можливих варіантів чогось, найвідповідніший певному завданню, умовам. Наприклад, оптимальна грудкуватість гірських порід — середній розмір шматків породи, що забезпечують максимальну продуктивність навантажувального і транспортного устаткування чи відповідний мінімуму витрат по закінченому виробничому циклу. Оптимальні розрізи — значення розмірів чи конструкції технологічного елемента, зумовлені спеціальним розрахунком для досягнення максимального виробничого ефекту, мінімальних трудових чи грошових витрат та ін. критерію.

## Приклади оптимізації
- Оптимальний варіант системи розробки родовищ корисних копалин
- Оптимальний інтервал перфорації